# Вільховатський (заказник)
Ландшафтний заказник місцевого значення «Вільховатський» (втрачений), створений на площі 452 га рішенням Полтавської обласної ради від 27.10.1994 року. До складу заказника входила ділянка Кам'янського водосховища а також квартали 4-9 Новоорлицького лісництва. Територіально заказник розміщався в межах Кобеляцького району та підпорядковувався Кременчуцькому держлісгоспу.
Центральним об’єктом охорони заказника є ділянки псамофітної рослинності.
24 грудня 2002 року Полтавська обласна рада ухвалила рішення «Про оголошення нових територій та об’єктів природно-заповідного фонду», яким було оголошено новий регіональний ландшафтний парк «Нижньоворсклянський» загальною площею 23200 га. До складу новоствореного РЛП увійшов ландшафтний заказник місцевого значення «Лучківський» (1620 га). Разом з тим, п’ять інших заказників і одне заповідне урочище, що увійшли до складу заповідної зони РЛП, були ліквідовані цим же рішенням.
Екологічні організації розцінюють зазначене рішення Полтавської обласної ради як передчасне, оскільки кожен з заказників має власний режим охорони. Увійшовши до складу великого за площею РЛП, заказники втратили режимну ідентичність і надалі охороняються разом з іншою територією РЛП, без урахування індивідуальних особливостей.